# Plougastel-Daoulas
Plougastel-Daoulas (bret. Plougastell-Daoulaz) – miejscowość i gmina we Francji, w regionie Bretania, w departamencie Finistère. W 2013 roku populacja gminy wynosiła 13 507 mieszkańców. Pomiędzy miejscowościami Le Relecq-Kerhuon a Plougastel-Daoulas rzeka Élorn uchodzi estuarium do zatoki Rade de Brest. 